# Guzmania litaensis
Guzmania litaensis är en gräsväxtart som beskrevs av Harry Edward Luther. Guzmania litaensis ingår i släktet Guzmania och familjen Bromeliaceae. Inga underarter finns listade i Catalogue of Life.